# Lisova
Lisova (in ucraino Лісова?, ) è una stazione della linea Svjatošyns'ko-Brovars'ka, la linea 1 della metropolitana di Kiev, di cui costituisce uno dei due capilinea.
È stata inaugurata il 5 dicembre 1979.